# Dag Erik Pedersen
Dag Erik Pedersen (Skien, 6 giugno 1959 – Larvik, 3 giugno 2024) è stato un ciclista su strada norvegese.
Professionista dal 1981 al 1991, vinse tre tappe al Giro d'Italia.

## Carriera
Da dilettante vinse una tappa alla Milk Race e il Grand Prix Tell nel 1981, anno in cui fu quarto ai mondiali. I principali successi da professionista furono il Giro del Lazio nel 1982, il Giro di Norvegia e due tappe al Giro d'Italia nel 1984, una tappa al Giro d'Italia 1986, due tappe al Giro di Norvegia nel 1989, tre tappe al Giro di Norvegia e il Ringerike Grand Prix nel 1990, il Giro di Norvegia (con una vittoria di tappa) e due tappe al Postgirot Open nel 1991, e i campionati norvegesi, sia nella prova in linea che nella cronosquadre. Partecipò tre volte al Giro d'Italia e otto volte ai mondiali.
Fu ritrovato morto nella sua abitazione a Helgeroa, un villaggio del comune di Larvik il 3 giugno 2024, deceduto per un malore improvviso, tre giorni prima di compiere 65 anni.

## Palmarès
- 1981 (Bianchi, due vittorie)

9ª tappa Milk Race (Scarborough > Middlesbrough)
Classifica generale Grand Prix Tell
- 1982 (Bianchi, una vittoria)

Giro del Lazio
- 1983 (Bianchi, una vittoria)

Classifica generale Tour of Scandinavia
- 1984 (Murella, due vittorie)

4ª tappa Giro di Norvegia
Classifica generale Giro di Norvegia
9ª tappa Giro d'Italia (Agropoli > Cava de' Tirreni)
16ª tappa Giro d'Italia (Alessandria > Bardonecchia)
- 1986 (Ariostea, una vittoria)

15ª tappa Giro d'Italia (Sauze d'Oulx > Erba)
- 1989 (PDM, quattro vittoria)

Classifica generale Roserittet DNV GP
1ª tappa Giro di Norvegia
5ª tappa Giro di Norvegia
Classifica generale Giro di Norvegia
- 1990 (TVM, cinque vittorie)

1ª tappa Ringerike Grand Prix
Classifica generale Ringerike Grand Prix
4ª tappa Giro di Norvegia
5ª tappa Giro di Norvegia
6ª tappa Giro di Norvegia
- 1991 (TVM, cinque vittorie)

3ª tappa Postgirot Open (Skövde > Huskvarna)
6ª tappa Postgirot Open (Kungsbacka, cronometro)
2ª tappa Giro di Norvegia
5ª tappa Giro di Norvegia
Classifica generale Giro di Norvegia
- 1992 (individuale, due vittorie)

Campionati norvegesi, prova in linea
Campionati norvegesi, cronometro a squadre

### Altri successi
- 1981 (Bianchi)

Criterium di Levanger
- 1985 (Murella)

Criterium di Grimstad
Criterium di Mjøndalen
- 1986 (Ariostea)

G.P. Olav Thon
GP Jessheim
Criterium di Lillestrøm
- 1987 (Ariostea)

G.P. Olav Thon

## Piazzamenti

### Grandi giri
- Giro d'Italia:

1984: 10º
1986: ritirato
1987: 59º

### Classiche
- Milano-Sanremo

1983: 29º
1984: 6º
1986: 19º
1987: 9º
1989: 13º
- Liegi-Bastogne-Liegi

1986: 3º
1987: 16º
- Giro di Lombardia

1982: 17º
1983: 16º
1986: 24º
1989: 20º

### Competizioni mondiali
- Campionato del mondo

Praga 1981 - In linea dilettanti: 4º
Goodwood 1982 - In linea: 48º
Altenrhein 1983 - In linea: 41º
Barcellona 1984 - In linea: ritirato
Colorado Springs 1986 - In linea: 23º
Villach 1987 - In linea: ritirato
Ronse 1988 - In linea: ritirato
Chambéry 1989 - In linea: ritirato
Stoccarda 1991 - In linea: 49º